# Film o piratach
Film o piratach (ang. The Pirate Movie) – australijski muzyczny film komediowy z 1982 roku wyreżyserowany przez Kena Annakina. Film jest swobodną adaptacją operetki Piraci z Penzance. Muzyka do filmu została skomponowana przez Mike’a Brady’ego i Petera Sullivana (bez związku z kompozytorem operetki Piraci z Penzance Arthurem Sullivanem)

## Treść
Akcja filmu toczy się na dwóch płaszczyznach czasowych. W czasach współczesnych oraz w czasach piratów, gdzie bohaterka trafia we śnie.

## Obsada
- Kristy McNichol – Mabel Stanley
- Christopher Atkins – Frederic
- Ted Hamilton – król piratów
- Bill Kerr – Major-General Stanley
- Maggie Kirkpatrick – Ruth, pielęgniarka okrętowa
- Garry McDonald – sierżant/inspektor
- Chuck McKinney - Samuel
- Kate Ferguson - Edith
- Rhonda Burchmore – Kate
- Catherine Lynch - Isabel

## Muzyka
A1 – "Victory" – The Pirates (2:37)
A2 – "First Love" – Kristy McNichol et Christopher Atkins (4:13)
A3 – "How Can I Live Without Her" – Christopher Atkins (3:08)
A4 – "Hold On" – Kristy McNichol (3:14)
A5 – "We Are the Pirates" – Ian Mason (3:36)
B1 – "Pumpin’ and Blowin'" – Kristy McNichol (3:05)
B2 – "Stand Up and Sing" – Kool & The Gang (4:32)
B3 – "Happy Ending" – The Peter Cupples Band (4:58)
B4 – "The Chase" – Peter Sullivan et The Orchestra (1:33)
B5 – "I Am a Pirate King" – Ted Hamilton and The Pirates (2:03)
C1 – "Happy Ending" – The Cast of The Pirate Movie (4:18)
C2 – "The Chinese Battle" – Peter Sullivan et The Orchestra (2:36)
C3 – "The Modern Major General’s Song" – Bill Kerr et la distribution du film (2:00)
C4 – "We Are the Pirates" – The Pirates (2:18)
C5 – "Medley" – Peter Sullivan et The Orchestra (4:03)
D1 – "Tarantara" – Gary McDonald et The Policemen (1:53)
D2 – "The Duel" – Peter Sullivan et The Orchestra (4:04)
D3 – "The Sisters' Song" – The Sisters (2:42)
D4 – "Pirates, Police and Pizza" – Peter Sullivan et The Orchestra (3:32)
D5 – "Come Friends Who Plough the Sea" – Ted Hamilton et The Pirates (2:00)

## Nagrody i antynagrody[2]

### Australian Academy of Cinema and Television Arts Awards 1982
- Zdobyte:
  - Najlepszy aktor drugoplanowy: Garry McDonald
- Nominacje:
  - Najlepsze kostiumy: Aphrodite Kondos

### Złote Maliny
Złote Maliny 1983:
- Zdobyte:
  - Najgorszy reżyser: Ken Annakin (zdobyta)
  - Najgorsza piosenka: "Pumpin’ And Blowin'", wyk. Kristy McNichol (zdobyta)
- Nominacje:
  - Najgorszy film
  - Najgorszy aktor: Christopher Atkins
  - Najgorszy scenariusz: Trevor Farrant

Złote Maliny 1990:
- Nominacje:
  - Najgorsza nowa gwiazda dekady: Christopher Atkins
  - Najgorszy aktor dekady: Christopher Atkins